# Waké Nibombé
Waké Nibombé (Lomé, 19 de fevereiro de 1974) é um ex-futebolista profissional togolês que atuava como goleiro.

## Carreira
Waké Nibombé representou o elenco da Seleção Togolesa de Futebol no Campeonato Africano das Nações de 1998 e 2000.